# Kabinett Hammond I
Das Kabinett Hammond I war die 17. Regierung Grönlands.

## Entstehung
Die Siumut konnte die Wahl gewinnen und unternahm am 14. März 2013 Sondierungsgespräche mit allen im Parlament vertretenen Parteien, auch wenn die Demokraatit eine Zusammenarbeit im Voraus ausgeschlossen hatten. Am 19. März scheiterten die Koalitionsgespräche mit der Inuit Ataqatigiit. Am Tag darauf wurde die Zusammenarbeit von Siumut, Atassut und Partii Inuit bekanntgegeben, auch wenn sich die Parteien noch nicht einig geworden waren. Am 26. März wurde schließlich der Koalitionsvertrag unterschrieben und die Zusammensetzung der Regierung bekanntgegeben.

## Kabinett
| Minister                      | Ministerium                                    | Anmerkung |
| ----------------------------- | ---------------------------------------------- | --------- |
| Aleqa Hammond (Siumut)        | Premierministerin                              |           |
| Jens-Erik Kirkegaard (Siumut) | Erwerb und Rohstoffe                           |           |
| Karl Lyberth (Siumut)         | Fischerei, Jagd und Landwirtschaft             |           |
| Miiti Lynge (Partii Inuit)    | Wohnungswesen, Umwelt und Natur                |           |
| Steen Lynge (Atassut)         | Gesundheit und Infrastruktur                   |           |
| Nick Nielsen (Siumut)         | Bildung, Kirche, Kultur und Gleichberechtigung |           |
| Martha Lund Olsen (Siumut)    | Familie und Justiz                             |           |
| Vittus Qujaukitsoq (Siumut)   | Finanzen und Inneres                           |           |